# Аллеппи
Алле́ппи (англ. Alleppey), другое название — Алаппужа (англ. Alappuzha) — город в индийском штате Керала. Административный центр округа Аллеппи. Средняя высота над уровнем моря — 0 метров. По данным всеиндийской переписи 2001 года, в городе проживало 177 079 человек, из которых мужчины составляли 48 %, женщины — соответственно 52 %. Уровень грамотности взрослого населения составлял 84 % (при общеиндийском показателе 59,5 %). Аллеппи — это один из городов, которые называют «Венецией Востока».

## Водный транспорт
Регулярное водное сообщение организовано государственной компанией водного транспорта штата Керала.